# Natalia Bodiul
Natalia Bodiul (în rusă Наталья Ивановна Бодюл; n. 14 iulie 1949, Chișinău) este un o regizoare de filme de animație din Republica Moldova. Ea este fiica fostului lider comunist din RSS Moldovenească, Ivan Bodiul.

## Biografie
Natalia Bodiul s-a născut la data de 14 iulie 1949, în orașul Chișinău, fiind fiica lui Ivan Bodiul, activist politic și viitor prim-secretar (1961-1980) al Comitetului Central al Partidului Comunist din RSS Moldovenească. A urmat cursuri de scenografie și regie de filme de animație la Institutul Unional de Cinematografie din Moscova - VGIK (1966-1972).
Încă din perioada studenției, în anul 1969, a fost angajată la studioul cinematografic "Moldova-film" inițial ca pictor de film (realizând scurt-metrajul de animație Priveghiul mărginașului), apoi ca scenatistă și regizoare de filme de animație. A obținut  Diploma pentru debut regizoral reușit la Festivalul unional de filme de la Baku (ediția VII-a, 1974) pentru filmul Melodia și Premiul II pentru căutări și înalt profesionalism la Festivalul unional de filme de la Kiev (ediția VIII-a, 1975) pentru filmul Scara. A îndeplinit funcția de președinte a secției de animație de la Uniunea Cineaștilor din Moldova.
А participat la realizarea filmului muzical cu desente animate Maria, Mirabela ca regizor secund alături de Ion Popescu-Gopo, Eugen Doga, Grigore Vieru și alții.
În anul 1995 s-a stabilit în Italia.

## Filmografie

### Regizor
- Melodia (1973)
- Scara (1974)
- Elegie (1975)
- Bătrânul și Motanul (1977)
- Maria Mirabela (1981) - în colaborare cu Ion Popescu-Gopo
- De nezdruncinat (Studioul Central al filmelor pentru copii, Moscova, 1984) - documentar cu elemente de animație

### Scenarist
- Melodia (1973)
- Elegie (1975)